# Hurnowicze (rejon mołodecki)
Hurnowicze – dawniej wieś. Obecnie część wsi Wiazynka na Białorusi, w obwodzie mińskim, w rejonie mołodeckim, w sielsowiecie Radoszkowice.

## Historia
W czasach zaborów wieś w gminie Radoszkowice, w powiecie wilejskim, w guberni wileńskiej Imperium Rosyjskiego
W latach 1921–1945 wieś leżała w Polsce, w województwie wileńskim, w powiecie wilejskim, od 1927 roku w powiecie mołodeckim, w gminie Radoszkowice.
Powszechny Spis Ludności z 1921 roku nie podał danych dotyczących miejscowości. W 1931 w 16 domach zamieszkiwało 111 osób.
Wierni należeli do parafii rzymskokatolickiej i prawosławnej w Dubrowej. Miejscowość podlegała pod Sąd Grodzki w Krasnem i Okręgowy w Wilnie; właściwy urząd pocztowy mieścił się w Radoszkowicach.
W latach międzywojennych umiejscowiona była tu strażnica KOP „Hurnowicze”. W 1932 obsada strażnicy zakwaterowana była w budynku popolicyjnym.
W wyniku napaści ZSRR na Polskę we wrześniu 1939 miejscowość znalazła się pod okupacją sowiecką. 2 listopada została włączona do Białoruskiej SRR. Od czerwca 1941 roku pod okupacją niemiecką. W 1944 miejscowość została ponownie zajęta przez wojska sowieckie i włączona do Białoruskiej SRR.
W majątku Hurnowicze urodził się Ignacy Bobrowski (1890–1965), pułkownik piechoty Wojska Polskiego.